# گره (شبکه)
در شبکه های مخابراتی، یک گره (به لاتین 'knot')، یا یک نقطه توزیع مجدد یا یک نقطه پایانی ارتباطات است. تعریف گره به شبکه و لایه پروتکل مورد بحث بستگی دارد. گره شبکه فیزیکی یک وسیله الکترونیکی است که به یک شبکه متصل می‌شود، و قادر به ایجاد، دریافت یا انتقال اطلاعات از طریق یک کانال ارتباطی است. در نتیجه یک نقطه توزیع غیر فعال مانند یک تابلوی توزیع یا پچ پنل گره محسوب نمی‌شود.

## شبکه های کامپیوتر
در ارتباطات داده‌ای، گره شبکه فیزیکی ممکن است تجهیزات ارتباطی داده (DCE) مانند مودم، هاب ، پل یا سوئیچ یا تجهیزات ترمینال داده (DTE) مانند گوشی تلفن دیجیتال، چاپگر یا کامپیوتر میزبان باشد.
اگر شبکه مورد نظر یک شبکه محلی  (LAN) یا یک شبکه گسترده (WAN) باشد، هر گره LAN یا WAN که در لایه پیوند داده شرکت می‌کند، باید یک آدرس شبکه به طور معمول برای هر کنترل کننده رابط شبکه که دارد، داشته باشد. به عنوان مثال می توان به کامپیوتر، مودم DSL با رابط اترنت و نقطه دسترسی بی سیم اشاره کرد. تجهیزات، مانند هاب اترنت یا مودم با رابط سریال، که فقط در زیر لایه پیوند داده کار می‌کنند، نیازی به آدرس شبکه ندارند.
اگر شبکه مورد نظر اینترنت یا اینترانت باشد، بسیاری از گره‌های شبکه فیزیکی کامپیوترهای میزبان هستند که به آنها گره های اینترنتی نیز گفته می‌شود و توسط یک آدرس IP شناسایی می‌شوند.همچنین همه میزبان‌ها گره‌های شبکه فیزیکی هستند. با این حال، برخی از دستگاه های لایه پیوند داده مانند سوئیچ‌ها، پل‌ها و نقاط دسترسی بی‌سیم آدرس IP میزبان ندارند (به استثنای بعضی برای اهداف اداری)، و گره اینترنت یا میزبان محسوب نمی‌شوند، اما گره‌های شبکه فیزیکی و گره‌های LAN محسوب می‌شوند.

## مخابرات
در شبکه تلفن ثابت، یک گره ممکن است یک مرکز تلفن عمومی یا خصوصی، یک گردآورنده از راه دور یا یک رایانه که برخی خدمات شبکه هوشمند را ارائه می‌دهد، باشد. در ارتباطات سلولی، نقاط سوئیچینگ و پایگاه‌های داده مانند کنترل کننده ایستگاه Base، ثبت مکان در منزل ، گره پشتیبانی Gateway GPRS (GGSN) و گره پشتیبانی GPRS (SGSN) نمونه هایی از گره‌ها هستند. ایستگاه های پایه شبکه سلولی در این زمینه گره محسوب نمی‌شوند.
در سیستم‌های تلویزیون کابلی (CATV)، این اصطلاح زمینه گسترده‌تری به خود گرفته و به طور کلی با گره فیبر نوری مرتبط است. این همان دسته از خانه‌ها یا مشاغل در یک منطقه جغرافیایی خاص است که از یک گیرنده فیبر نوری مشترک سرویس می‌گیرند. یک گره فیبر نوری به طور کلی با توجه به تعداد "خانه های عبوری" که توسط آن گره فیبر خاص ارائه می شود، توصیف می‌شود.

## سیستم های توزیع شده
اگر شبکه مورد نظر یک سیستم توزیع شده باشد، گره ها کلاینت‌، سرور یا همتا هستند. یک همتا(همکار) ممکن است گاهی به عنوان کلاینت، گاهی سرور عمل کند. در یک شبکه همتا یا همپوشانی، به گره‌هایی که به طور فعال داده‌ها را به سمت سایر دستگاه های شبکه و همچنین خودشان هدایت می‌کنند ، ابرگره می‌گویند.
سیستم های توزیع شده ممکن است گاهی از گره های مجازی استفاده کنند تا سیستم از ناهمگنی گره‌ها غافل نشود. این مسئله با الگوریتم های خاصی مانند هش کردن سازگار مثل موردی که در دینامو آمازون وجود دارد، برطرف می‌شود.
در داخل یک شبکه کامپیوتری گسترده، به تک رایانه‌های موجود در حاشیه شبکه، آن‌هایی که شبکه های دیگر را نیز متصل نمی‌کنند و آن‌هایی که اغلب به طور گذرا به یک یا چند ابر متصل می‌شوند، گره‌های انتهایی نامیده می‌شوند. به طور معمول، در ساختار رایانش ابری ، کاربر شخصی یا رایانه مشتری که به یک ابر مدیریت شده متصل می‌شود، گره انتهایی نامیده می شود. از آن‌جا که این رایانه ها بخشی از شبکه هستند که هنوز توسط میزبان ابر کنترل نشده‌اند‌، خطرات قابل توجهی را برای کل ابر ایجاد می‌کنند. این مشکل گره پایان نامیده می‌شود. چندین روش برای رفع این مشکل وجود دارد اما همه آنها نیاز به ایجاد اعتماد به کامپیوتر گره انتهایی دارند.

## همچنین ببینید
- نقطه پایانی ارتباطات
- سیستم انتهایی
- سخت افزار شبکه
- ترمینال (مخابرات)